# Porta Vercellina (medievale)
Porta Vercellina era una delle porte maggiori poste sul tracciato medievale delle mura di Milano, che dava origine all'omonimo sestiere.

## Storia
Entro l'XI secolo Milano aveva riacquistato un solido ruolo urbano e, nel contesto delle crescenti rivendicazioni territoriali e comunali, provvide, a partire dal 1155, al consolidamento della cinta muraria: con i mezzi a disposizione venne realizzata la cosiddetta "cinta dei terraggi" (perché costituita da un terrapieno), nel cui impianto la Porta Vercellina venne sicuramente conservata.
Con la costruzione, nel 1171, del nuovo impianto murario, successivo alle devastazioni del Barbarossa, all'originale impianto difensivo venne aggiunto un largo fossato, già lontano a descrivere un cerchio di maggiore ampiezza attorno alla città. Su di esso vennero poi edificate nuove mura, mentre il fossato venne utilizzato per la costruzione della fossa del naviglio (attuale cerchia dei navigli). In quella fase Porta Vercellina venne anch'essa avanzata verso ovest, sino all'altezza dell'attuale Via Carducci (ex ramo del Naviglio chiamato di S. Girolamo), tra la Basilica di Sant'Ambrogio a sud e il Castello a nord.
Sotto Bernabò Visconti, subito a sud della porta e a cavallo delle mura, venne realizzata una rocchetta simile a quelle esistenti presso Porta Nuova e Porta Romana. La rocchetta fu distrutta nel 1447 dal popolo milanese in seguito alla morte di Filippo Maria Visconti; vennero poi ripristinate le mura.
Porta Vercellina identificava anche uno dei sei sestieri storici in cui era divisa la città, il sestiere aveva uno stemma la cui blasonatura era: troncato di rosso e di argento.
La porta venne dotata di ponte levatoio, mentre il Naviglio di S. Girolamo venne reso navigabile sotto Filippo Maria Visconti, all'inizio del XV secolo. In quest'epoca la costruzione del Castello Sforzesco, che occupava la sede dell'antica Porta Giovia, costrinse una quota di traffico a deviare sulle vicine Porta Comasina (a nord) e Porta Vercellina (a sud), incrementandone il ruolo commerciale.
Dell'antica porta rimane la statua della Madonna con Bambino ora collocata nella vicina chiesa di San Nicolao.